# Mountain-Meadows-Massaker
Das Mountain-Meadows-Massaker am 11. September 1857 war ein von etwa 50 bis 60 einheimischen Mormonen-Milizionären aus dem Süden Utahs – begleitet von verbündeten Indianern – begangenes Blutbad an einem Wagenzug der Baker-Fancher Party (deutsch Baker-Fancher-Gesellschaft) mit etwa 120 Siedlern, die sich auf dem Weg nach Kalifornien befanden. Dieses Verbrechen, bei dem lediglich 17 Kinder im Alter bis sechs Jahren verschont blieben, ereignete sich in einem Bergtal namens Mountain Meadows, etwa 55 Kilometer südwestlich von Cedar City. Das Massaker fand im Zusammenhang mit dem Utah-Krieg statt, einem Konflikt zwischen Mormonen und der US-Bundesregierung.

## Angriff
Die Angriffe begannen am 7. September und gipfelten am 11. September 1857 in der Massenabschlachtung der meisten Mitglieder der Auswanderergesellschaft durch Mitglieder der Utah Territorial Miliz, der sogenannten Nauvoo Legion aus dem Bezirk Iron County in Utah, zusammen mit einigen der südlichen Paiute-Indianer.

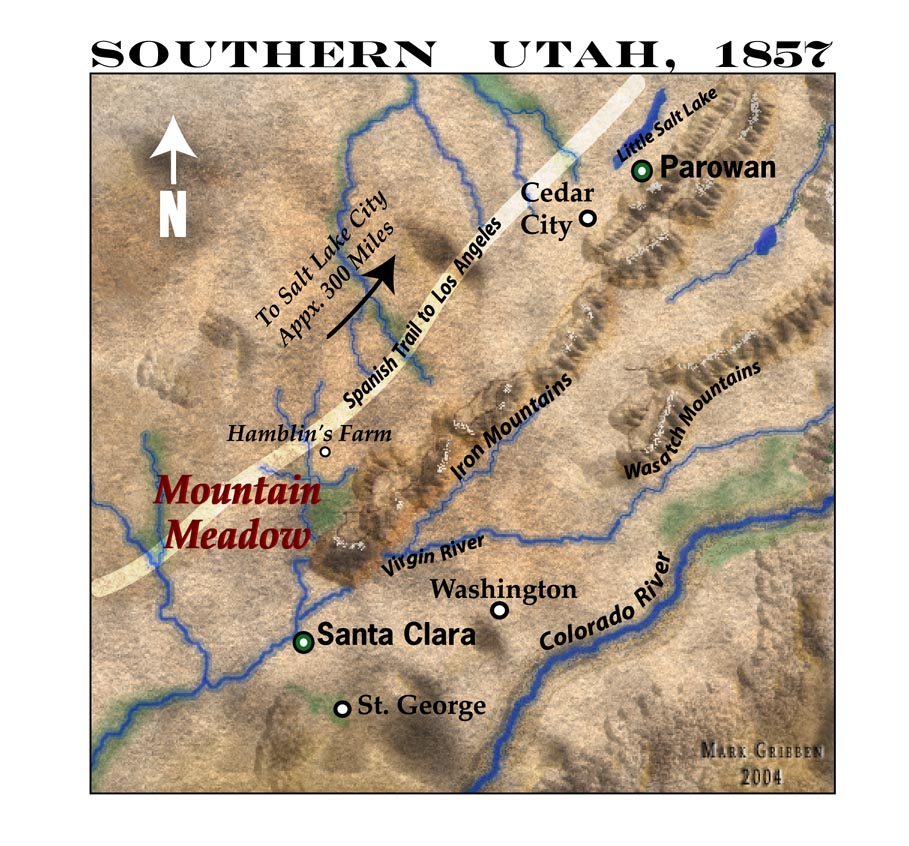
Karte mit Bergwiesen im Südosten Utahs und dem Spanish Trail zwischen Nevada und Kalifornien

Der Wagenzug, der zumeist aus Familien aus Arkansas bestand, fuhr auf einer Route nach Kalifornien, die durch das Utah-Territorium führte, während dort ein Konflikt herrschte, der später als Utah-Krieg bekannt wurde. Nach der Ankunft in Salt Lake City begab sich die Baker-Fancher-Gesellschaft auf den Weg nach Süden und machte schließlich in Mountain Meadows Rast. Während die Auswanderer auf einer Wiese lagerten, schmiedeten Anführer der nahegelegenen Miliz, darunter Isaac C. Haight (1813–1886) und John D. Lee (1812–1877), Pläne, den Wagenzug anzugreifen. Die Miliz, die sich offiziell als Nauvoo-Legion bezeichnete, bestand aus Siedlern Utahs, den Mormonen. Sie wollten den Eindruck von Stammesfeindseligkeiten erwecken und planten, einige der südlichen Paiute-Indianer zu bewaffnen und zu überreden, sich mit einer größeren Gruppe von Milizionären, die als Indianer verkleidet waren, zu einem Angriff zusammenzuschließen.

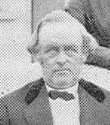
William H. Dame

Während des ersten Angriffs der Milizen auf den Planwagenzug wehrten sich die Auswanderer zunächst, worauf eine fünftägige Belagerung folgte. Schließlich machte sich unter den Anführern der Milizen die Angst breit, dass einige der Auswanderer weiße Männer zu Gesicht bekommen könnten und somit wahrscheinlich die wahre Identität ihrer Angreifer herauskäme. Daraufhin befahl der Milizenkommandant William H. Dame (1819–1884) seinen Truppen, die Emigranten zu töten. Zu diesem Zeitpunkt ging den Auswanderern Wasser und Proviant aus und so erlaubten sie einigen Mitgliedern der Miliz – die sich unter einer weißen Fahne näherten –, in ihr Lager einzutreten. Die Milizionäre versicherten den Auswanderern, dass sie geschützt seien, und eskortierten sie aus ihrer hastig erstellten Wagenburg. Nachdem sie sich ein Stück vom Lager entfernt hatten, griffen die Milizionäre mit Hilfe von Hilfstruppen, die sich in der Nähe des Lagers versteckt hielten, die Auswanderer an. Die Täter töteten alle Erwachsenen und älteren Kinder (insgesamt etwa 120 Männer, Frauen und Kinder). Siebzehn Kinder, alle jünger als sieben Jahre, wurden verschont.

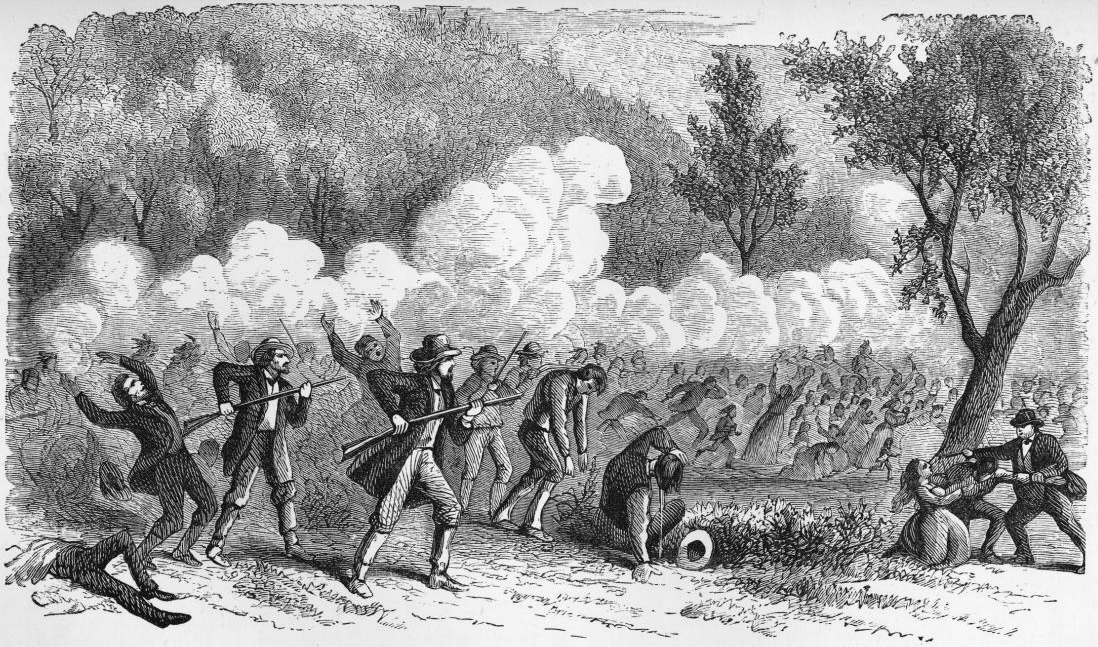
Zeitgenössische Darstellung des Massakers

Nach dem Massaker begruben die Täter einige Opfer in aller Eile, ließen aber letztendlich die Mehrzahl der Leichen schutzlos gegenüber wilden Tieren und dem Klima zurück. Einheimische Familien nahmen die überlebenden Kinder auf und vieles aus dem Besitz der Opfer ließ man versteigern. Nach einer Unterbrechung durch den Amerikanischen Bürgerkrieg führten die Ermittlungen im Jahr 1874 zur Erhebung von Anklagen gegen neun Personen. Von den angeklagten Männern wurde jedoch nur John Doyle Lee vor Gericht gestellt. Nach zwei Prozessen im Utah-Territorium wurde Lee von Geschworenen zum Tode verurteilt und am 23. März 1877 durch das Erschießungskommando von Utah hingerichtet.
Heute führen Historiker das Massaker auf eine Kombination verschiedener Faktoren zurück, darunter „Kriegshysterie“ über eine mögliche Invasion des mormonischen Territoriums und „mormonische Lehren“ gegen Außenstehende, die Teil der mormonischen Reformationszeit waren. Gelehrte debattierten darüber, ob leitende Personen der mormonischen Führung, einschließlich Brigham Young, das Massaker direkt angezettelt hatten oder ob die Verantwortung nur bei den lokalen Führern im Süden Utahs lag.

## Geschichte

### Baker-Fancher Party

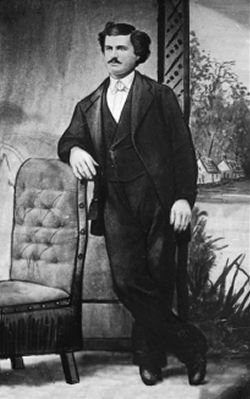
Christopher Kit Fancher (Überlebender des Mountain-Meadows-Massakers)

Anfang 1857 begannen mehrere Gruppen von Auswanderern aus der nordwestlichen Region Arkansas ihre Wanderung nach Kalifornien und schlossen sich auf dem Weg dorthin zu einer Gruppe zusammen, die als Baker-Fancher Party (Baker-Fancher-Gesellschaft) bekannt wurde. Die Gruppen kamen hauptsächlich aus dem Marion County, dem Carroll County und dem Johnson County in Arkansas und hatten sich am „Beller’s Stand“, südlich von Harrison in Arkansas, zu einem Wagenzug zusammengeschlossen, um nach Südkalifornien auszuwandern. Diese Gruppe wurde zunächst sowohl als Baker-Train (deutsch: Baker-Zug) als auch als Perkins-Train (deutsch: Perkins-Zug) bezeichnet, aber nachdem sich ihnen weitere Auswanderergruppen aus Arkansas angeschlossen hatten, um sich auf den Weg nach Westen zu machen, wurde sie bald als Baker-Fancher-Train (oder Baker-Fancher-Party) bezeichnet. Benannt wurde die Gruppe nach „Colonel“ Alexander Fancher (1812–1857), der, nachdem er die Reise nach Kalifornien bereits zweimal unternommen hatte, ihr Hauptanführer geworden war. Nach heutigen Maßstäben war die Baker-Fancher-Gesellschaft wohlhabend, sorgfältig organisiert und für die Reise gut ausgerüstet. Unterwegs schlossen sich ihnen Familien und Einzelpersonen aus anderen Bundesstaaten, einschließlich Missouri, an. Diese Gruppe war relativ wohlhabend und plante, ihre Vorräte in Salt Lake City aufzufüllen, wie die meisten Wagenzüge mit Siedlern es zu jener Zeit taten. Die Gruppe erreichte Salt Lake City mit etwa 120 Mitgliedern.

### Interaktionen mit mormonischen Siedlern

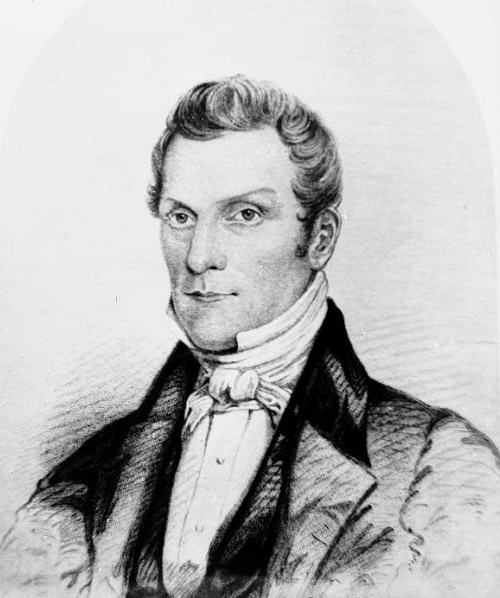
Hyrum Smith

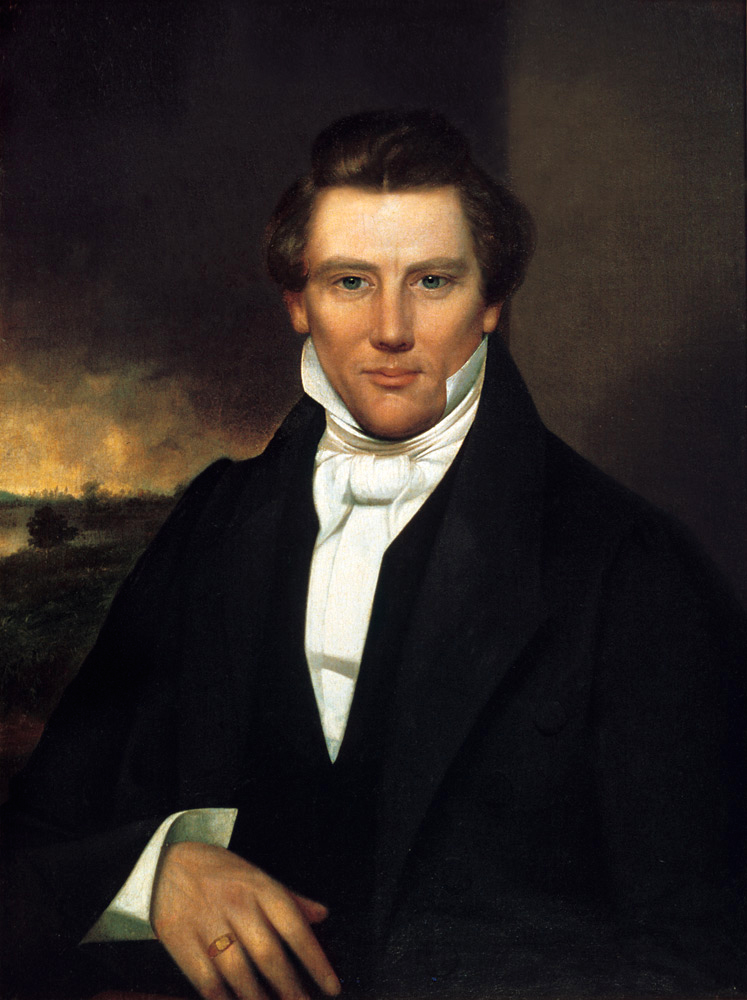
Joseph Smith

Zur Zeit der Ankunft der Fanchers war das Utah-Territorium als theokratisch geführte Demokratie unter der Leitung von Brigham Young organisiert, der entlang des California Trail und des Old Spanish Trails Kolonien gegründet hatte. Präsident James Buchanan hatte kurz vorher den Befehl erteilt, Truppen nach Utah zu entsenden. In dem Gebiet verbreiteten sich Gerüchte über die Motive für eine bundesstaatliche Truppenbewegung. Young erließ daraufhin verschiedene Befehle, in denen die örtliche Bevölkerung aufgefordert wurde, sich auf die Ankunft der Truppen vorzubereiten. Schließlich verhängte Young das Kriegsrecht.
Der Baker-Fancher-Gesellschaft wurde die Aufnahme von Vorräten in Salt Lake City verweigert und so entschied sich die Gruppe, den von dort durch Süd-Utah führenden Old Spanish Trail zu nehmen.
Im August 1857 reiste der mormonische Apostel George A. Smith (1817–1875) von Parowan aus durch Süd-Utah und wies die Siedler an, Getreide zu horten. Auf seiner Rückreise nach Salt Lake City kampierte Smith am 25. August in der Nähe der Baker-Fancher-Gesellschaft am Corn Creek (in der Nähe des heutigen Kanosh im Millard County), 110 km nördlich von Parowan. Sie hatten die 266 km lange Strecke südlich von Salt Lake City zurückgelegt und Jacob Hamblin schlug vor, dass der Wagenzug den Weg weiterfahren und ihr Vieh in Mountain Meadows ausruhen sollte, das gutes Weideland hatte und an sein Gehöft angrenzte.

„Als Präsident Smith nach Salt Lake City zurückkehrte, begleiteten Bruder Thales Haskell und ich ihn. Unterwegs kampierten wir mit einer Gruppe von Auswanderern aus Arkansas über Nacht am Corn Creek, zwölf Meilen südlich von Fillmore, auf der damals so genannten Südroute nach Kalifornien. Sie erkundigten sich bei mir nach der Straße und schrieben die Informationen auf, die ich ihnen gab. Sie äußerten den Wunsch, vor der Durchquerung der Wüste an einem geeigneten Ort zu bleiben, um ihre Teams zu rekrutieren. Ich empfahl ihnen zu diesem Zweck das südliche Ende der Mountain Meadows, drei Meilen von dem Ort entfernt, an dem meine Familie wohnte. … Bruder Haskell und ich blieben eine Woche in Salt Lake City und brachen dann zu unseren Häusern in Süd-Utah auf. Unterwegs hörten wir, dass die Auswandererkompanie aus Arkansas bei [den] Mountain Meadows zerstört worden war.“

Während die meisten Zeugen aussagten, dass die Fanchers im Allgemeinen eine friedliche Gesellschaft waren, deren Mitglieder sich gut auf dem Weg verhielten, verbreiteten sich Gerüchte über Missetaten.

„Wenn Sie sich nach den Menschen erkundigen würden, die damals hier und auf dem Land lebten, würden Sie feststellen, … dass einige dieser Arkansas-Gesellschaft … sich damit brüsteten, geholfen zu haben, Hyrum und [seinen Bruder] Joseph Smith und die Mormonen in Missouri getötet zu haben und dass sie das Territorium nie verlassen wollten, bis ähnliche Szenen hier nachgestellt wurden.“

Brevet-Major James Henry Carleton (1814–1873) leitete die erste bundesstaatliche Untersuchung der Morde, die 1859 veröffentlicht wurde. Er hielt an Jacob Hamblins Bericht fest, dass die Fancher-Gesellschaft angeblich eine Quelle in der Nähe von Corn Creek vergiftet habe, was zum Tod von 18 Rindern sowie zwei oder drei Menschen – die das verseuchte Fleisch gegessen hatten – geführt haben soll. Carleton befragte den Vater eines Kindes, das angeblich an dieser vergifteten Quelle starb, und akzeptierte die Aufrichtigkeit des trauernden Vaters. Er fügte aber auch die Aussage des United States Deputy Marshalls Rogers bei, der nicht glaubte, dass die Fancher-Gesellschaft angesichts der Größe der Quelle zu einer Vergiftung fähig war, da das Wasser der genannten Quelle in einer solchen Menge und Kraft fließe, dass „ein Fass Arsen es nicht vergiften würde“. Carleton forderte die Leser auf, über eine mögliche Erklärung für die Gerüchte über Missetaten nachzudenken, und bemerkte die allgemeine Atmosphäre des Misstrauens der Mormonen gegenüber Fremden zu jener Zeit und dass einige Einheimische auf den Reichtum der Fancher-Gesellschaft eifersüchtig gewesen zu sein schienen.

### Verschwörung und Belagerung
Die Baker-Fancher-Gesellschaft verließ Corn Creek und setzte die 201 km lange Reise bis Mountain Meadows fort, vorbei an Parowan und Cedar City, Gemeinden im Süden Utahs, die von den sogenannten Stake-Präsidenten William H. Dame und Isaac C. Haight geführt wurden. Haight und Dame waren darüber hinaus die hochrangigen regionalen Militärführer der Nauvoo-Legion (einer Mormonenmiliz). Als sich die Baker-Fancher-Gesellschaft näherte, fanden in Cedar City und im nahegelegenen Parowan mehrere Treffen der örtlichen Führer der Bewegung der Heiligen der Letzten Tage (englisch: Latter Day Saint movement) der Kirche Jesu Christi der Heiligen der Letzten Tage (The Church of Jesus Christ of Latter-day Saints, kurz LDS) statt, bei denen über die Umsetzung von Youngs Kriegsrechtserklärung nachgedacht wurde. Am Sonntagnachmittag, dem 6. September, hielt Haight nach den Gottesdiensten seine wöchentliche Sitzung des Stake High Council (einem Hohen Rat in der Bewegung der Heiligen der Letzten Tage) ab und warf die Frage auf, was mit den Emigranten geschehen solle. Der Plan für ein Massaker an amerikanischen Ureinwohnern wurde diskutiert, aber nicht alle Ratsmitglieder waren sich einig, dass dies der richtige Ansatz sei. Der Rat beschloss, nichts zu unternehmen, bis Haight am nächsten Tag einen Reiter, James Haslam, losschickte, um auf Anraten von Brigham Young eine Expressnachricht nach Salt Lake City (eine sechstägige Rundreise zu Pferd) zu bringen, da Utah noch kein Telegraphiesystem besaß. Nach dem Rat beschloss Isaac C. Haight, einen Boten nach Süden zu John D. Lee zu schicken. Was Haight Lee erzählte, bleibt ein Rätsel, aber in Anbetracht des Zeitpunkts könnte es etwas mit der Entscheidung des Rates zu tun gehabt haben, auf den Rat von Brigham Young zu warten.
Die etwas entmutigte Baker-Fancher-Gesellschaft fand Wasser und frisches Weideland für ihr Vieh, nachdem sie Anfang September 1857 grasbewachsene, von Bergen umsäumte Bergwiesen und den weithin bekannten Zwischenstopp auf dem Old Spanish Trail, erreicht hatte. Sie rechneten dort mit mehreren Tagen Ruhe und Erholung, bevor sie die nächsten 64 km aus Utah hinauskämen. Doch am 7. September wurde die Gruppe von mormonischen Milizionären, die als Indianer verkleidet waren, sowie einigen südlichen Paiute-Indianer angegriffen. Die Baker-Fancher-Gesellschaft verteidigte sich, indem sie ihre Planwagen absenkten, zu einer Wagenburg verbanden, die Räder aneinander ketteten, flache Gräben aushoben und Erde sowohl unter als auch in ihre Wagen warfen, was eine starke Barriere bildete. Sieben der Auswanderer wurden während des Eröffnungsangriffs getötet und irgendwo innerhalb der Wagenburg beerdigt. Sechzehn weitere der Fancher-Gruppe wurden verwundet. Der Angriff dauerte fünf Tage, in denen die belagerten Familien kaum oder gar keinen Zugang zu frischem Wasser oder Futter für ihre Tiere hatten, und die Bestände an Munition, um sich zu verteidigen, waren ohnehin aufgebraucht. Unterdessen brach Berichten zufolge die Organisation unter der örtlichen mormonischen Führung zusammen. Schließlich machte sich unter den Milizenführern die Angst breit, dass einige Auswanderer weiße Männer zu Gesicht bekommen könnten und so wahrscheinlich herausfinden würden, dass die Angreifer nicht nur aus Indianern, sondern dass ihre Angreifer – ebenso wie sie selbst – aus Weißen bestanden. Dies führte zu einem Befehl, alle Emigranten zu töten, mit Ausnahme kleiner Kinder.

### Morde und Nachwirkungen des Massakers
Vier der neun Milizionäre der Nauvoo-Legion des Zehnten Regiments „Iron Brigade“, die 1874 wegen Mordes oder Verschwörung angeklagt wurden. (Nicht dargestellt: William H. Dame • William C. Stewart • Elliott Willden • Samuel Jukes • George Adair, Jr.)

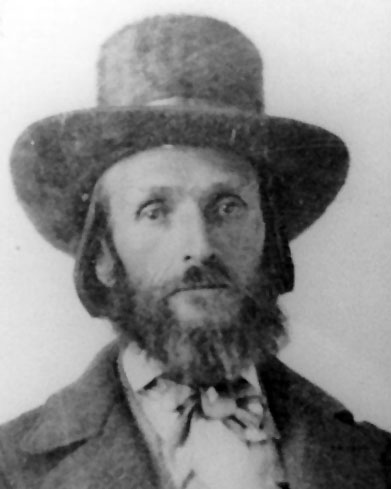
Isaac C. Haight – Bataillonskommandeur – 1886 in Arizona gefallen
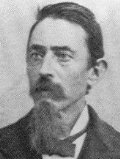
Major John H. Higbee, soll den Befehl zum Beginn der Tötungen ausgerufen haben. Er behauptete, er habe sich nur widerwillig an dem Massaker beteiligt und nur die Toten begraben, die seiner Meinung nach Opfer eines Indianer-Attacke waren.
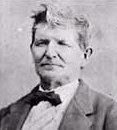
Major John D. Lee, Constable, Richter, Indianeragent. Der einzige verurteilte Teilnehmer, Lee, hat sich im Voraus mit seinem unmittelbaren Befehlshaber, Isaac C. Haight, verschworen. Er führte den anfänglichen Angriff an und bot den Auswanderern fälschlicherweise sicheren Durchgang vor ihrem kilometerlangen Marsch auf das Feld des Massakers an.
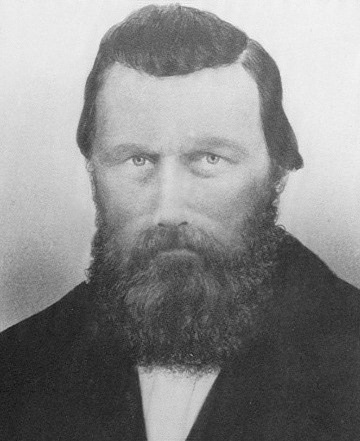
Philip Klingensmith, ein Bischof der Latter Day Saints Kirche (LDS) und ein Private in der Miliz. Er nahm an den Morden teil. Nachdem er die LDS-Kirche verlassen hatte, wandte er sich später als Kronzeuge gegen seine Mitverschwörer.

Am Freitag, dem 11. September 1857, näherten sich zwei Milizionäre mit einer weißen Fahne den Wagen der Baker-Fancher-Gesellschaft, bald darauf gefolgt von dem Indianeragenten und Milizoffizier John D. Lee. Lee erzählte den von den Kämpfen müden Auswanderern, dass er mit den Paiute-Indianern einen Waffenstillstand ausgehandelt habe, wonach sie unter dem Schutz der Mormonen sicher die 58 km zurück nach Cedar City eskortiert werden könnten, wenn sie im Gegenzug ihr gesamtes Vieh und ihre Vorräte den amerikanischen Ureinwohnern übergeben würden. Als die Auswanderer dies akzeptiert hatten, wurden sie aus ihrem Befestigungswerk, bzw. ihrer Wagenburg herausgeführt, wobei die erwachsenen Männer von den Frauen und Kindern getrennt wurden. Die Männer wurden von einer Milizeskorte begleitet.

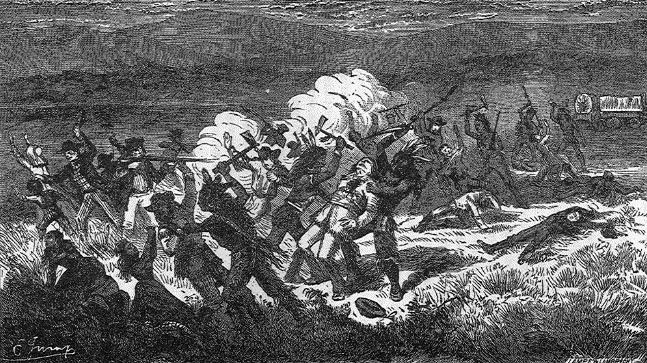
Mountain Meadows Massacre

Als ein Signal gegeben wurde, drehten sich die Milizionäre um und erschossen die an ihrer Seite stehenden männlichen Mitglieder der Baker-Fancher-Gesellschaft. Die Frauen und Kinder wurden dann von weiteren Milizen, die sich in den nahe gelegenen Büschen und Schluchten versteckt hielten, in einen Hinterhalt gelockt und getötet. Die Mitglieder der Milizen wurden zur Geheimhaltung verpflichtet und es wurde ein Plan ausgearbeitet, um das Massaker auf die amerikanischen Ureinwohner zu schieben. Die Miliz hatte einige der kleinen Kinder absichtlich nicht getötet, da man sie für zu jung hielt, um die Geschichte später erzählen zu können. Diese 17 Kinder wurden zunächst von örtlichen Mormonenfamilien aufgenommen, jedoch später von der U.S. Army zurückgefordert und zu Verwandten in Arkansas zurückgebracht.

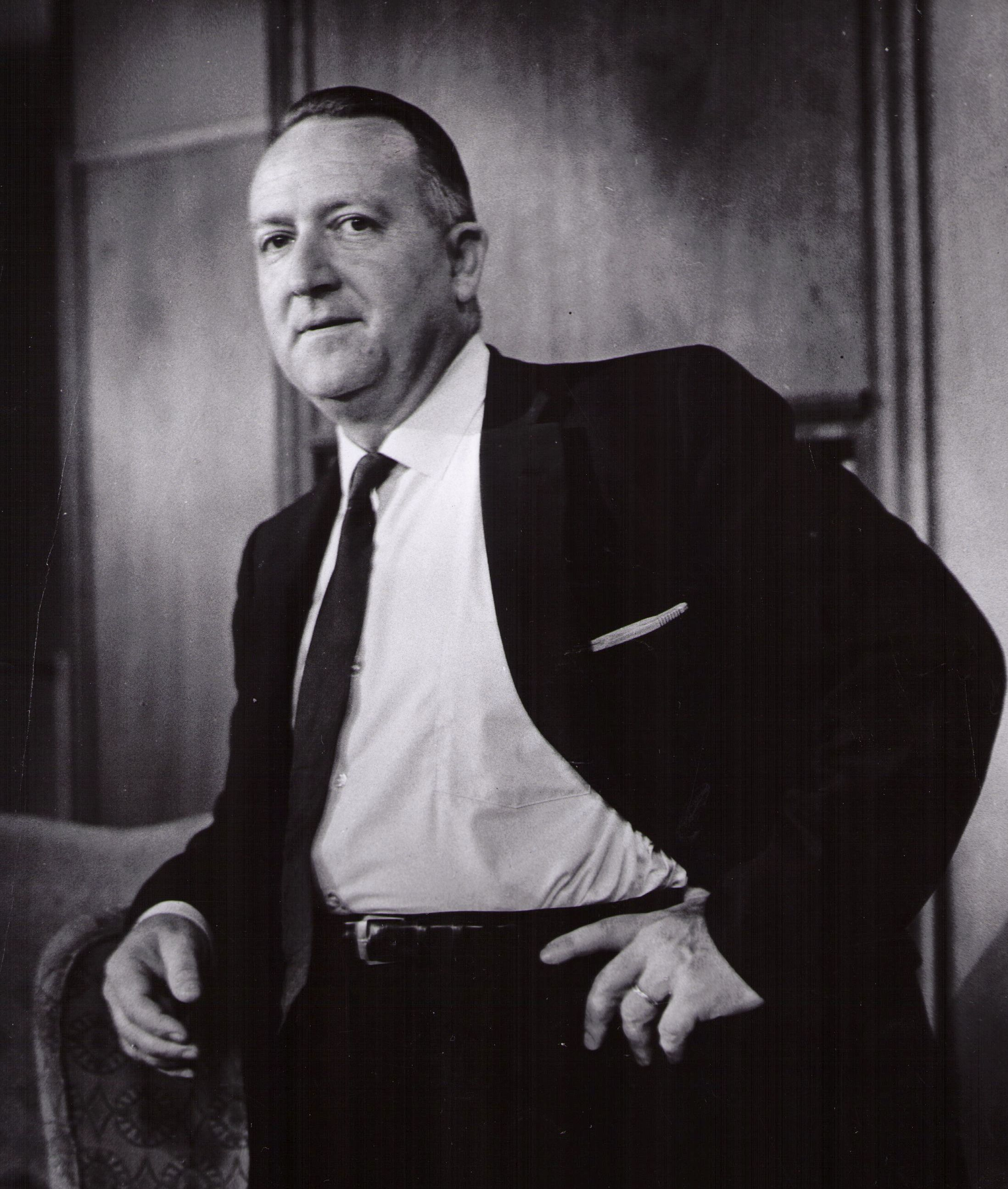
Leonard James Arrington

Leonard J. Arrington (1917–1999), Gründer der Mormon History Association (MHA), berichtete, dass Brigham Young den Reiter James Haslam am selben Tag in seinem Büro empfing. Als er erfuhr, was von den Milizenführern in Parowan und Cedar City in Erwägung gezogen wurde, schickte er einen Brief zurück, in dem es hieß, dass man sich nicht in die Angelegenheiten der Baker-Fancher-Gesellschaft einmischen dürfe und sie in Frieden gehen lassen solle (obwohl er einräumte, dass die amerikanischen Ureinwohner wahrscheinlich „tun würden, was ihnen gefällt“). Youngs Brief traf zwei Tage zu spät am 13. September 1857 ein.
Ein Teil des Eigentums der Toten wurde Berichten zufolge von den beteiligten Indianern gestohlen, während große Mengen ihrer Wertsachen und ihr Vieh von den Mormonen in Süd-Utah gestohlen wurden, unter anderem auch von John Samuel Lee. Ein Teil des Viehs wurde nach Salt Lake City gebracht und verkauft oder man handelte mit ihm. Der restliche persönliche Besitz der Baker-Fancher-Gesellschaft wurde in das Zehnthaus von Cedar City gebracht und dort an örtliche Mormonen versteigert.

### Ermittlungen und Strafverfolgung

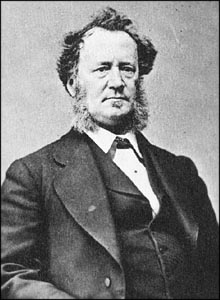
Jacob Forney

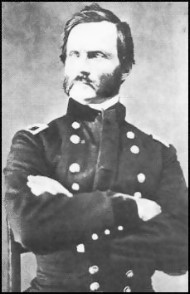
James Henry Carlton

In einer frühen von Brigham Young durchgeführten Untersuchung wurde John Samuel Lee am 29. September 1857 befragt. Im Jahr 1858 sandte Young einen Bericht an den Beauftragten für Indianerangelegenheiten, in dem er feststellte, dass das Massaker das Werk von Indianern gewesen sei. Der Utah-Krieg 1857/58 verzögerte jedoch jegliche Untersuchung durch die US-Bundesregierung bis 1859, als Jacob Forney (1829–1865) und der Brevet-Major der U.S. Army James Henry Carleton (1814–1873) begannen, Nachforschungen durchzuführen. Bei seinen Untersuchungen fand Carleton in Mountain Meadows Frauenhaare, die sich in Salbeibüschen verheddert hatten, und Knochen von Kindern, die noch in den Armen ihrer Mütter lagen. Carleton sagte später, dies sei „ein Anblick, der nie vergessen werden kann“. Nachdem sie die Schädel und Knochen der Verstorbenen eingesammelt hatten, begruben Carletons Truppen sie und errichteten ein Steinmännchen mit einem Kreuz darauf.
Carleton befragte einige örtliche mormonische Siedler und Häuptlinge der Paiute-Indianer und kam zu dem Schluss, dass Mormonen an dem Massaker beteiligt waren. Im Mai 1859 gab er einen an den Assistant Adjutant-General der Vereinigten Staaten gerichteten Bericht heraus, worin er seine Ergebnisse darlegte. Jacob Forney, Superintendent für Indianerangelegenheiten in Utah, führte ebenfalls eine Untersuchung durch, bei der er die Region des Massakers im Sommer 1859 besuchte. Er war es auch, der viele der überlebenden Kinder der Massakeropfer, die bei mormonischen Familien untergebracht waren, abholte, um sie zur Vorbereitung für einen Rücktransport zu ihren Verwandten in Arkansas zu versammeln. Forney kam zu dem Schluss, dass die Paiutes nicht allein gehandelt hatten und das Massaker ohne die weißen Siedler nicht stattgefunden hätte, während Carleton in seinem Bericht an den US-Kongress die Massentötungen als „abscheuliches Verbrechen“ bezeichnete und sowohl örtliche als auch leitende Kirchenführer für das Massaker verantwortlich machte.

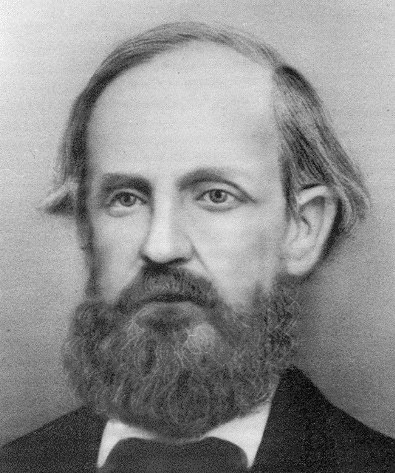
John Cradlebaugh

Ein Bundesrichter, der nach dem Utah-Krieg in das Territorium gebracht wurde, Richter John Cradlebaugh, berief im März 1859 in Provo eine Grand Jury bezüglich des Massakers ein, aber die Jury lehnte jede Anklage ab. Trotz alledem sah sich Cradlebaugh in Begleitung einer militärischen Eskorte das Gebiet der Mountain Meadows an, um sich einen eigenen Eindruck zu verschaffen. Cradlebaugh versuchte, John Samuel Lee, Isaac Haight und John Higbee zu verhaften, aber die Männer waren bereits geflohen, bevor sie gefunden werden konnten. Cradlebaugh klagte Brigham Young öffentlich als Anstifter des Massakers und damit als „accessory before the fact“ (deutsch: „Mittäter vor der Tat“) an."
Möglicherweise als Schutzmaßnahme gegen das misstrauische föderale Gerichtssystem ließ der mormonische Richter des territorialen Nachlassgerichts Elias Smith Young mit einem territorialen Haftbefehl verhaften, vielleicht von der Hoffnung getragen, den Prozess gegen Young damit in ein freundlicheres mormonisches Territorialgericht umleiten zu können. Da offenbar keine Bundesanklage erhoben worden war, ließ man Young wieder auf freien Fuß.

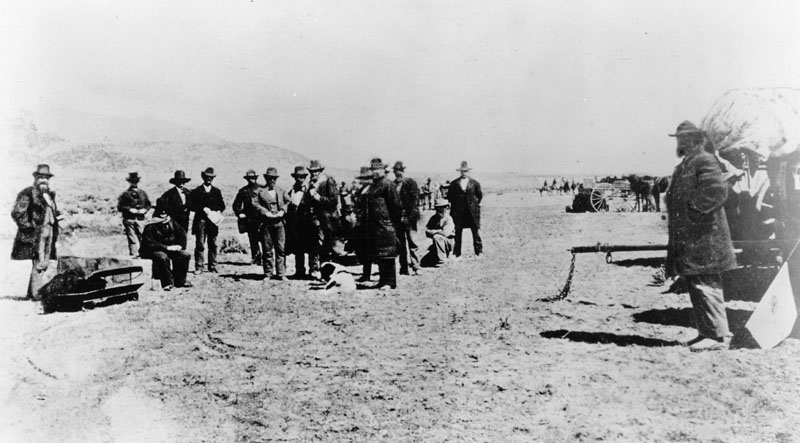
Szene vor Lees Hinrichtung durch ein Erschießungskommando aus Utah am 23. März 1877. Lee sitzt neben seinem Sarg.

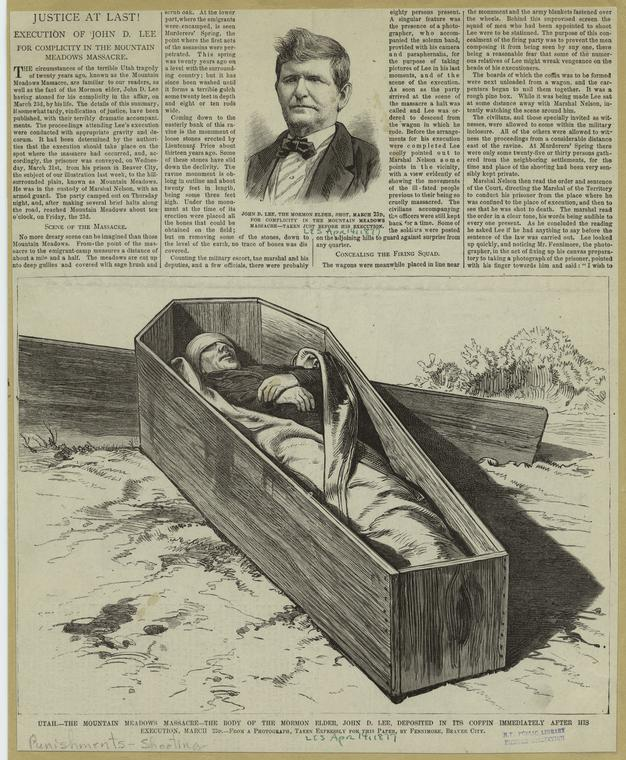
Endlich Gerechtigkeit! – Leslie’s Monthly Magazine Artikel von 1877

Weitere Ermittlungen, die 1861 durch den Amerikanischen Bürgerkrieg unterbrochen worden waren, wurden 1871 wieder aufgenommen, als die Staatsanwaltschaft eine eidesstattliche Erklärung des Milizangehörigen Philip Klingensmith (1815–um 1881) erhielt.
Klingensmith war Bischof der Bewegung der Heiligen der Letzten Tage und Schmied aus Cedar City gewesen; in den 1870er-Jahren hatte er jedoch die Kirche Jesu Christi der Heiligen der Letzten Tage (LDS) verlassen und war nach Nevada gezogen.
Lee wurde am 7. November 1874 verhaftet; Dame, Philip Klingensmith und zwei andere (Elliott Willden und George Adair, Jr.) wurden angeklagt und verhaftet, während Haftbefehle erwirkt wurden, um die Verhaftung von vier anderen (Haight, Higbee, William C. Stewart und Samuel Jukes), die untergetaucht waren, zu erreichen. Klingensmith entging der Anklage, indem er sich dazu bereit erklärte, auszusagen.
Brigham Young entfernte 1870 einige Teilnehmer, darunter Haight und Lee, aus der LDS-Kirche. Die USA setzten für die Gefangennahme von Haight, Higbee und Stewart Kopfgelder in Höhe von jeweils 500 Dollar (Stand 2020 etwa 10.109 Dollar) aus, während die Staatsanwälte beschlossen, ihre Fälle gegen Dame, Willden und Adair nicht weiter zu verfolgen.

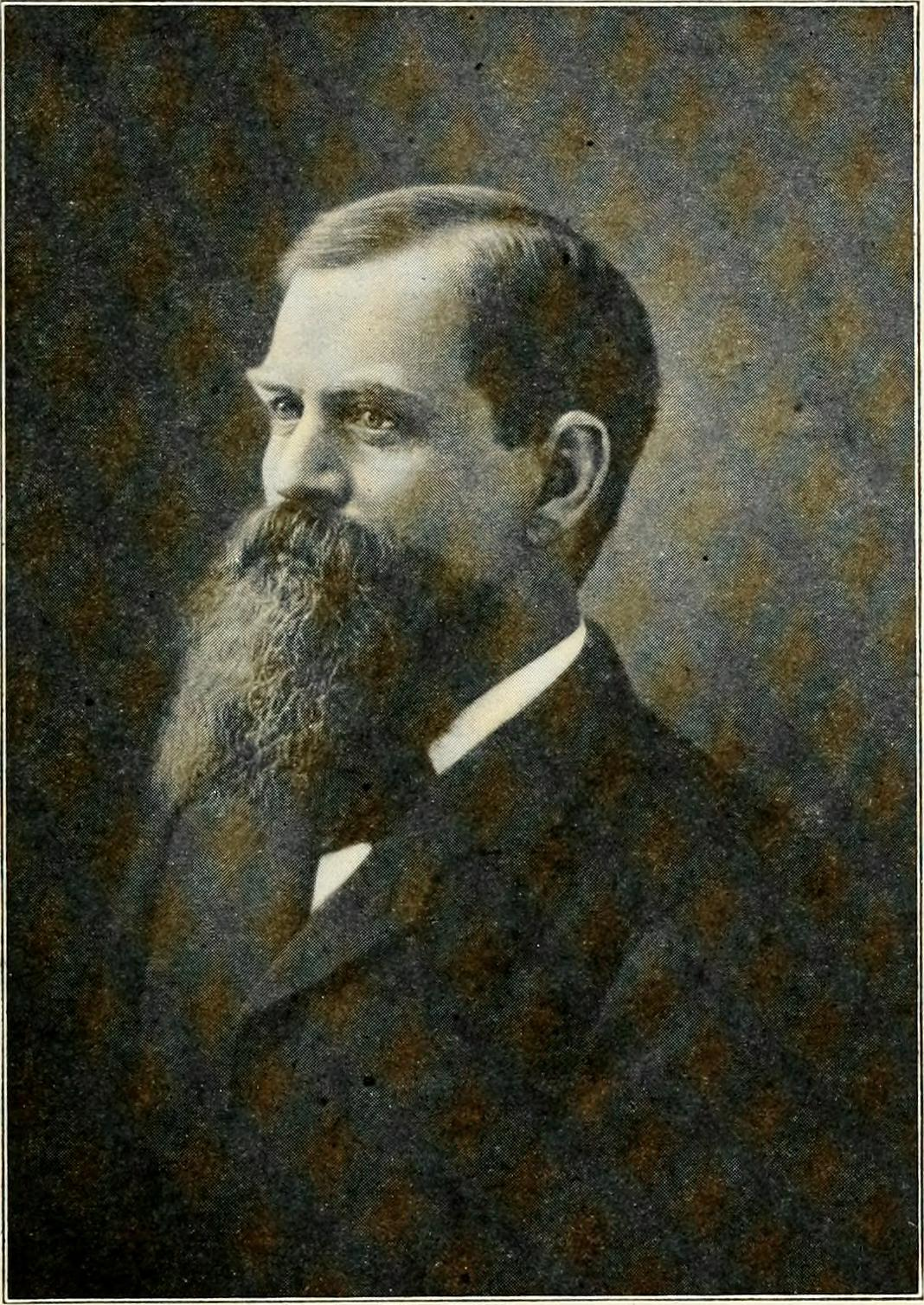
Utah Territorial Supreme Court Justice Enos D. Hoge

Lees erster Prozess begann am 23. Juli 1875 in Beaver vor einer Jury, bestehend aus acht Mormonen und vier Nicht-Mormonen. Einer von Lees Verteidigern war der ehemalige Richter des Obersten Gerichtshofs des Utah-Territoriums, Enos D. Hoge (1831–1912). Dieser Prozess führte am 5. August 1875 zu einer „Hung-Jury“ bzw. „Deadlocked-Jury“ der Geschworenen, was bedeutet, dass sich die Geschworenen auch nach längerer Beratung nicht auf ein Urteil einigen konnten und sie nicht in der Lage waren, ein erforderliche einstimmiges Urteil zu erreichen. Lees zweiter Prozess begann am 13. September 1876 vor einer rein mormonischen Jury. Die Anklage rief Daniel Wells, Laban Morrill, Joel White, Samuel Knight, Samuel McMurdy, Nephi Johnson und Jacob Hamblin auf.
Gegen den Rat der Anwälte vereinbarte Lee, dass die Anklage die Aussagen von Young und Smith aus dem vorherigen Prozess wieder verwenden dürfe. Lee rief keine Zeugen zu seiner Verteidigung auf und wurde verurteilt.
Bei Lees Verurteilung durfte dieser, wie es das Gesetz des Utah-Territoriums vorschrieb, die Methode seiner eigenen Hinrichtung zwischen Hängen, Erschießen oder Enthaupten auswählen, Lee entschied sich dafür, erschossen zu werden. Kurz bevor er am 23. März 1877 in Mountain Meadows durch ein Erschießungskommando hingerichtet wurde, bekannte Lee, dass er ein Sündenbock für die anderen Beteiligten war. Brigham Young erklärte, dass Lees Schicksal gerecht war, aber angesichts der Ungeheuerlichkeit des Verbrechens keine ausreichende Blutsühne darstellte.

## Kritik und Analyse des Massakers

### Medienberichterstattung über das Ereignis

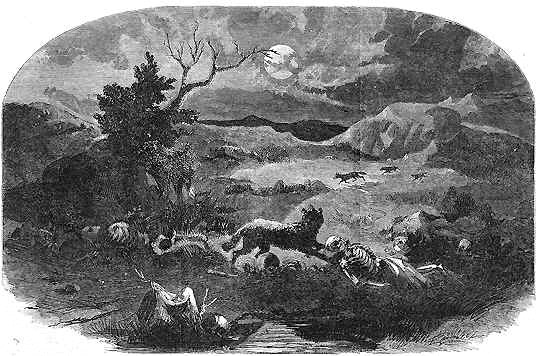
Das Titelblatt der Ausgabe vom 13. August 1859 von Harper’s Weekly illustriert das von Brevet Major Carleton beschriebene Tötungsfeld, „das zu schrecklich und widerwärtig ist, als dass die Sprache es beschreiben könnte. Menschliche Skelette, zersplitterte Knochen, grässliche Schädel und Frauenhaare waren in erschreckender Fülle über eine Entfernung von zwei Meilen verstreut“. „Die Überreste wurden überhaupt erst begraben, nachdem sie von den Wölfen zerstückelt und das Fleisch von den Knochen befreit worden waren, und dann wurden nur die Knochen begraben, die am nächsten an der Straße verstreut lagen“.

Der erste veröffentlichte Bericht über den Vorfall wurde 1859 von Carleton verfasst, der von der U.S. Army dazu beauftragt worden war, den Vorfall zu untersuchen und die noch immer exponierten Leichen in Mountain Meadows zu begraben. Obwohl über das Massaker in den Medien während der 1850er-Jahre in gewissem Umfang berichtet wurde, begann die erste Phase intensiver landesweiter Öffentlichkeitsarbeit über das Massaker erst um 1872, als Ermittler das Geständnis des beteiligten Bischofs Philip Klingensmith erhalten hatten. Im Jahre 1867 veröffentlichte C. V. Waite Eine authentische Geschichte von Brigham Young, in der die Ereignisse beschrieben wurden. Im Jahr 1872 kommentierte Mark Twain das Massaker durch die Linse der zeitgenössischen amerikanischen öffentlichen Meinung in einem Anhang zu seinem halbautobiographischen Reisebuch Roughing It. Im Jahr 1873 war das Massaker ein herausragendes Merkmal der Geschichte von T. B. H. Stenhouse (1825–1882), The Rocky Mountain Saints. Die nationalen Zeitungen berichteten ausführlich über die Lee-Prozesse von 1874 bis 1876, und über seine Hinrichtung 1877 wurde ebenfalls ausführlich berichtet.
Das Massaker wurde in mehreren historischen Werken ausführlich behandelt, beginnend mit Lees eigenem Bekenntnis von 1877, in dem er seine Meinung zum Ausdruck brachte, dass George A. Smith von Brigham Young nach Süd-Utah geschickt worden war, um das Massaker zu leiten.
Im Jahr 1910 war das Massaker Gegenstand eines kurzen Buches von Josiah F. Gibbs, der auch Young und Smith die Verantwortung für das Massaker zuschrieb. Das erste detaillierte und umfassende Werk, das sich moderner historischer Methoden bediente, war The Mountain Meadows Massacre im Jahr 1950 von Juanita Brooks (1898–1989), einer Mormonengelehrten, die in der Nähe der Gegend im Süden Utahs lebte. Brooks fand keine Beweise für eine direkte Beteiligung Brigham Youngs, beschuldigte ihn jedoch, die Untersuchung behindert und den Angriff durch seine Rhetorik provoziert zu haben.
Zunächst leugnete die LDS-Kirche jegliche Beteiligung von Mormonen und verhielt sich in dieser Frage relativ still. Im Jahre 1872 exkommunizierte sie einige der Teilnehmer wegen ihrer Rolle bei dem Massaker. Seitdem hat die LDS-Kirche das Massaker verurteilt und die Beteiligung örtlicher Mormonenführer anerkannt. Im September 2007 veröffentlichte die LDS-Kirche in ihren Publikationen einen Artikel, in dem sie auf die 150 Jahre zurückliegende Tragödie hinwies.

### Historische Theorien zur Erklärung des Massakers
Historiker haben das Massaker einer Reihe von Faktoren zugeschrieben, einschließlich streitbarer mormonischer Lehren in den Jahren vor dem Massaker, der Kriegshysterie und der dem Einfluss von Brigham Young.

#### Streitbare mormonische Lehren

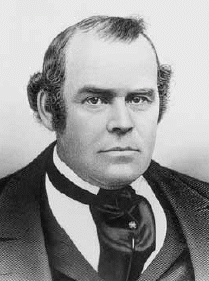
Parley Parker Pratt

In den zehn Jahren vor der Ankunft der Baker-Fancher-Gesellschaft existierte das Gebiet Utah als „Theodemokratie“ unter der Führung von Brigham Young. Mitte der 1850er-Jahre führte Young eine mormonische Reformation ein, mit der er beabsichtigte, „die Axt an die Wurzel des Baumes der Sünde und Missetat zu legen“. Im Januar 1856 sagte Young, „[dass] die Regierung Gottes, wie sie hier verwaltet wird“, manchen „despotisch“ erscheinen mag, weil „… das Urteil gegen die Übertretung des Gesetzes Gottes ausgesprochen wird“.
Darüber hinaus hatte die Religion in den vorangegangenen Jahrzehnten eine Zeit intensiver religiöser Verfolgung im Mittleren Westen der Vereinigten Staaten erlebt und gläubige Mormonen zogen nach Westen, um der Verfolgung in den Städten des mittleren Westens zu entgehen. Insbesondere während des Mormonenkrieges von 1838 (zwischen Mormonen und Nicht-Mormonen, daher auch Missouri Mormon War genannt), in dessen Verlauf der prominente Mormonenapostel David W. Patten (1799–1838) im Kampf ums Leben kam, wurden sie offiziell aus dem Bundesstaat Missouri vertrieben. Nach dem Umzug der Mormonen nach Nauvoo in Illinois wurden der Religionsgründer Joseph Smith und sein Bruder Hyrum Smith am 27. Juni 1844, während sie auf ihren Prozess warteten, von einem aufgebrachten bewaffneten Mob im Gefängnis von Carthage getötet.
Nur wenige Monate vor dem Massaker von Mountain Meadows erfuhren die Mormonen, dass ein weiterer Apostel getötet worden war. Am 13. Mai 1857 wurde der Apostel Parley P. Pratt (1807–1857) in Arkansas von Hector McLean, dem entfremdeten Ehemann von Eleanor McLean Pratt, einer der polygamen Ehefrauen von Pratt, erschossen. Parley Pratt und Eleanor gingen nach dem theokratischen Gesetz des Utah-Territoriums eine sogenannte Celestial marriage (deutsch: himmlische Ehe) ein, aber Hector hatte Eleanor die Scheidung verweigert. „Als sie San Francisco verließ, verließ sie Hector, und später sollte sie vor einem Gericht erklären, dass sie ihn in der Nacht, in der er sie aus ihrem Haus vertrieb, als Ehefrau verlassen hatte. Unabhängig von der Rechtslage betrachtete sie sich selbst als unverheiratete Frau.“
Mormonische Führer proklamierten Pratt sofort als einen weiteren Märtyrer, wobei Brigham Young erklärte: „Seit dem Tod von Joseph ist nichts geschehen, mit dem ich mich so schwer versöhnen konnte“, und viele Mormonen hielten das Volk von Arkansas für verantwortlich. „Es entsprach der Politik der Mormonen, jeden Arkansaner für Pratts Tod zur Rechenschaft zu ziehen, so wie jeder Missourianer wegen der Vertreibung der Kirche aus diesem Staat gehasst wurde“.
Mormonische Führer lehrten, dass die Wiederkunft Jesu unmittelbar bevorstehe – „… es gibt diejenigen, die jetzt auf der Erde leben, die die Vollendung erleben werden“ und „… wir bezeugen jetzt, dass sein Kommen nahe bevorsteht“.
Auf der Grundlage einer etwas zweideutigen Aussage von Joseph Smith glaubten einige Mormonen, dass Jesus 1891 zurückkehren würde und dass Gott die Vereinigten Staaten bald für die Verfolgung der Mormonen und den Märtyrertod von Joseph Smith, Hyrum Smith, David Patten und Parley Pratt bestrafen würde.

„Es ist eine ernste Tatsache, dass das Volk der Vereinigten Staaten das Blut der Propheten vergossen, die Heiligen Gottes vertrieben, das Priestertum abgelehnt und das heilige Evangelium in den Schmutz gezogen hat; und das Ergebnis der Ablehnung des Evangeliums war in jedem Zeitalter eine Heimsuchung durch die züchtigende Hand des Allmächtigen – welche Strafe im Verhältnis zum Ausmaß und zur Schwere ihrer Verbrechen verhängt wird. Deshalb erwarte ich, dass der Herr seine Peitsche gegen den widerspenstigen Sohn namens „Uncle Sam“ einsetzt;“

In ihrer Stiftungszeremonie legten frühe Heilige der Kirche Jesu Christi der Heiligen der Letzten Tage einen Eid ab, um zu beten, dass Gott Rache an den Mördern nehmen möge. Als Folge dieses Eides betrachteten es mehrere mormonische Apostel und andere Führer als ihre religiöse Pflicht, die Mörder der Propheten zu töten, falls sie ihnen jemals begegnen sollten.
Die Predigten, Segnungen und privaten Ratschläge von Mormonenführern kurz vor dem Mountain-Meadows-Massaker können so verstanden werden, dass Privatpersonen dazu ermutigt wurden, Gottes Urteil gegen die Bösen zu vollstrecken. In Cedar City waren die Lehren der Kirchenführer besonders scharf, da den dortigen Mormonen gelehrt wurde, dass die Mitglieder tote Körper ignorieren und ihren Geschäften nachgehen sollten.
Colonel William H. Dame, der ranghöchste Offizier im Süden Utahs, der das Mountain-Meadows-Massaker befohlen hatte, erhielt 1854 den patriarchalischen Segen, dass er „an der Spitze eines Teils deiner Brüder und der Lamaniten (Ureinwohner Amerikas) zur Erlösung Zions und zur Rache des Blutes der Propheten an denen, die auf der Erde wohnen“, berufen werden würde. Im Juni 1857 wurde Philip Klingensmith, ein weiterer Mitwirkender, in ähnlicher Weise – dass er sich an der „Rache des Blutes von Bruder Joseph“ beteiligen würde – gesegnet.
So argumentieren Historiker, dass die Mormonen im Süden Utahs besonders von einem unbegründeten Gerücht betroffen gewesen wären, dass sich dem Baker-Fancher-Wagenzug eine Gruppe von elf Bergarbeitern und Plainsmen (Präriebewohnern) angeschlossen hätte, die sich Missouri Wildcats nannten und von denen einige angeblich Mormonen und Indianer entlang der Route verspottet und vandaliert hätten sowie „Ärger verursachten“ (einigen Behauptungen zufolge, besaßen sie die Waffe, die „Old Joe Smith die Eingeweide aus dem Leib schoss.“)
Sie waren auch von dem Bericht an Brigham Young betroffen, dass die Baker-Fancher-Gesellschaft aus Arkansas stammte, wo Parley. P. Pratt ermordet worden war. Es ging das Gerücht um, dass Pratts Frau einige Mitglieder der Mountain-Meadows-Gesellschaft als Mitglieder der Bande erkannte, die Pratt erschossen und erstochen hatte.

#### Kriegshysterie

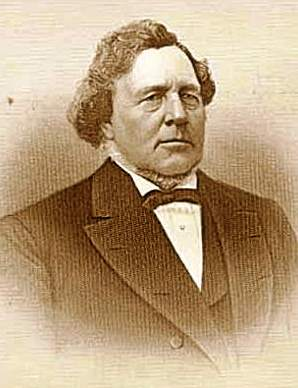
George A. Smith, Apostel der Kirche Jesu Christi der Heiligen der Letzten Tage, der sich mit der Baker–Fancher-Gesellschaft traf, bevor er Parowan und benachbarte Siedlungen vor dem Massaker bereiste

Das Massaker von Mountain Meadows wurde zum Teil durch Ereignisse im Zusammenhang mit dem Utah-Krieg verursacht, einem 1857 erfolgten Einsatz der United States Army im Utah-Territorium, dessen Ankunft friedlich verlief. Im Sommer 1857 erwarteten die Mormonen jedoch eine totale Invasion von apokalyptischer Bedeutung. Von Juli bis September 1857 bereiteten sich die Mormonenführer und ihre Anhänger auf eine Belagerung vor, die ähnlich hätte enden können wie des Bleeding-Kansas-Problems von 1854/61. Von den Mormonen wurde verlangt, Getreide zu lagern, und sie wurden angewiesen, kein Getreide an Auswanderer als Viehfutter zu verkaufen. Als die weit entfernten Mormonenkolonien sich zurückzogen, wurden Parowan und Cedar City zu isolierten und verwundbaren Außenposten. Brigham Young versuchte, die Hilfe der Indianerstämme im Kampf gegen die „Amerikaner“ zu gewinnen, indem er sie ermutigte, Vieh von Auswandererzügen zu stehlen und sich den Mormonen im Kampf gegen die herannahende Armee anzuschließen.
Historiker behaupteten, dass George A. Smiths Reise durch Süd-Utah die Entscheidung beeinflusst hat, den Fancher-Baker-Auswandererzug in der Nähe von Mountain Meadows anzugreifen und zu zerstören. Er traf sich mit vielen der späteren Teilnehmer des Massakers, darunter William H. Dame, Isaac Haight, John D. Lee und Chief Jackson, dem Anführer einer Gruppe von Paiutes. Er stellte fest, dass die Milizen organisiert und kampfbereit seien und dass einige von ihnen begierig darauf seien, „zu kämpfen und Rache für die Grausamkeiten zu nehmen, die uns in den Staaten zugefügt wurden“.
Unter Smiths Leuten befanden sich einige Häuptlinge der Paiute-Indianer aus dem Gebiet von Mountain Meadows. Als Smith nach Salt Lake City zurückkehrte, traf Brigham Young am 1. September 1857 mit diesen Häuptlingen zusammen und ermutigte sie, im erwarteten Zusammenstoß mit der United States Armee gegen die Amerikaner zu kämpfen. Ihnen wurde auch das gesamte Vieh angeboten, das sich damals auf dem Weg nach Kalifornien befand, darunter auch das der Baker-Fancher-Gesellschaft. Die Häuptlinge der Ureinwohner Amerikas zögerten und mindestens ein Häuptling erhob Einwände gegen das Angebot, da man ihnen zuvor gesagt hatte, sie sollten nicht stehlen, und lehnte das Angebot ab.

#### Brigham Young

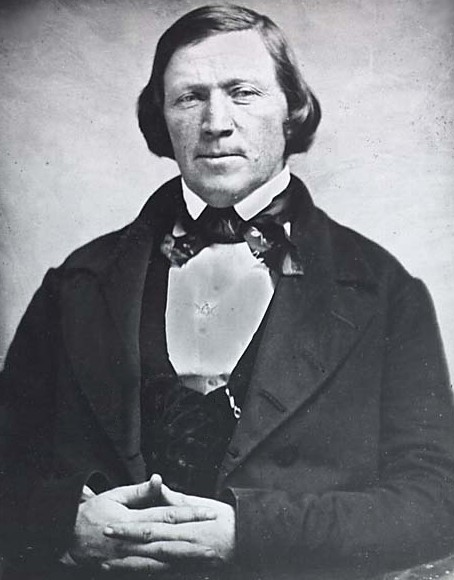
Historiker debattieren über die Rolle Brigham Youngs in dem Massaker. Young war zur Zeit des Massakers der theodemokratische Führer des Utah-Territoriums.

Es besteht unter Historikern Einigkeit darüber, dass Brigham Young zumindest unwissentlich eine Rolle bei der Provokation des Massakers und bei der Verschleierung der Beweise im Nachhinein gespielt hat. Sie debattieren jedoch darüber, ob Young von dem geplanten Massaker im Voraus wusste und ob er es zunächst stillschweigend geduldet hat, bevor er sich später öffentlich entschieden dagegen aussprach. Die hetzerische und gewalttätige Sprache, die Young als Reaktion auf die Expedition der US-Bundesregierung gebrauchte, trug zu der angespannten Atmosphäre zum Zeitpunkt des Angriffs bei. Nach dem Massaker erklärte Young öffentlich, Gott habe Rache an der Baker-Fancher-Gesellschaft genommen. Es ist unklar, ob Young diese Ansicht vertrat, weil er glaubte, dass diese spezielle Gruppe eine tatsächliche Bedrohung für die Kolonisten darstellte, oder weil er glaubte, dass die Gruppe direkt für frühere Verbrechen gegen Mormonen verantwortlich war. In der einzigen bekannten Korrespondenz, die Young vor dem Massaker schrieb, sagte er jedoch den Kirchenführern in Cedar City:

„Was die Auswanderungszüge anbelangt, die durch unsere Siedlungen fahren, so dürfen wir sie nicht behindern, bis sie zum ersten Mal benachrichtigt werden, sich fernzuhalten. Sie dürfen sich nicht in sie einmischen. Die Indianer, von denen wir erwarten, dass sie tun, was sie wollen; aber Sie sollten versuchen, bei ihnen ein gutes Gefühl zu bewahren. Es gibt keine anderen Züge, die nach Süden fahren, von denen ich weiß. Falls die, die dort sind, gehen werden, lassen Sie sie in Frieden gehen.“

Der Historiker MacKinnon meint dazu: „Nach dem [Utah]-Krieg deutete US-Präsident James Buchanan an, dass eine persönliche Kommunikation mit Brigham Young den Konflikt hätte abwenden können, und Young argumentierte, dass eine Nord-Süd-Telegrafenlinie in Utah das Massaker von Mountain Meadows hätte verhindern können.“ MacKinnon deutete an, dass die Feindseligkeiten hätten vermieden werden können, wenn Young nach Osten nach Washington D.C. gereist wäre, um Probleme mit der Regierung zu lösen, anstatt am Vorabend des Utah-Krieges aus kirchlichen Gründen eine fünfwöchige Reise in den Norden zu unternehmen.
Eine moderne forensische Beurteilung einer wichtigen eidesstattlichen Erklärung, die angeblich 1924 von William Edwards abgegeben wurde, hat die Debatte über die Mittäterschaft einer hochrangigen mormonischen Führung am Mountain-Meadows-Massaker verkompliziert. Die Analyse deutete darauf hin, dass Edwards’ Unterschrift möglicherweise zurückverfolgt werden konnte und dass der Schriftsatz zu einer in den 1950er-Jahren hergestellten Schreibmaschine gehörte. Die Utah State Historical Society, die das Dokument in ihren Archiven aufbewahrt, räumt eine mögliche Verbindung zu Mark Hofmann (* 1954) – einem verurteilten Fälscher und Erpresser – über die Vermittlung von Lyn Jacobs ein, die der Gesellschaft das Dokument zur Verfügung gestellt hatte.

## Gedenkstätten

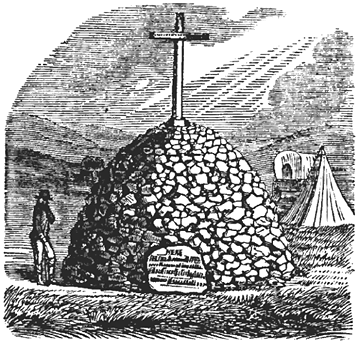
Denkmal des Mountain-Meadows-Massakers und Grabstätte von 1859

Das erste Denkmal für die Opfer wurde zwei Jahre nach dem Massaker von Major Carleton und der United States Army errichtet. Dieses Denkmal war ein einfacher Steinhaufen, der über dem Grab von 34 Opfern errichtet und von einem großen Kreuz aus rotem Zedernholz gekrönt wurde. Als das Denkmal zerstört aufgefunden wurde, ließ Captain Geo F. Price von der U.S. Army die Struktur 1864 ersetzen. Einigen Berichten zufolge wurde das Denkmal 1861 zerstört, als Young ein Gefolge nach Mountain Meadows brachte. Wilford Woodruff, der später vierter Präsident der LDS-Kirche wurde, behauptete beim Lesen der Inschrift auf dem Kreuz, die lautete: „Die Rache ist mein, so spricht der Herr“. „Ich werde sie zurückzahlen“, antwortete Young, „die Rache sollte mein sein, und ich habe ein wenig genommen“. Im Jahre 1932 errichteten Einwohner der Umgebung eine Gedenkmauer um die Überreste des Monuments.

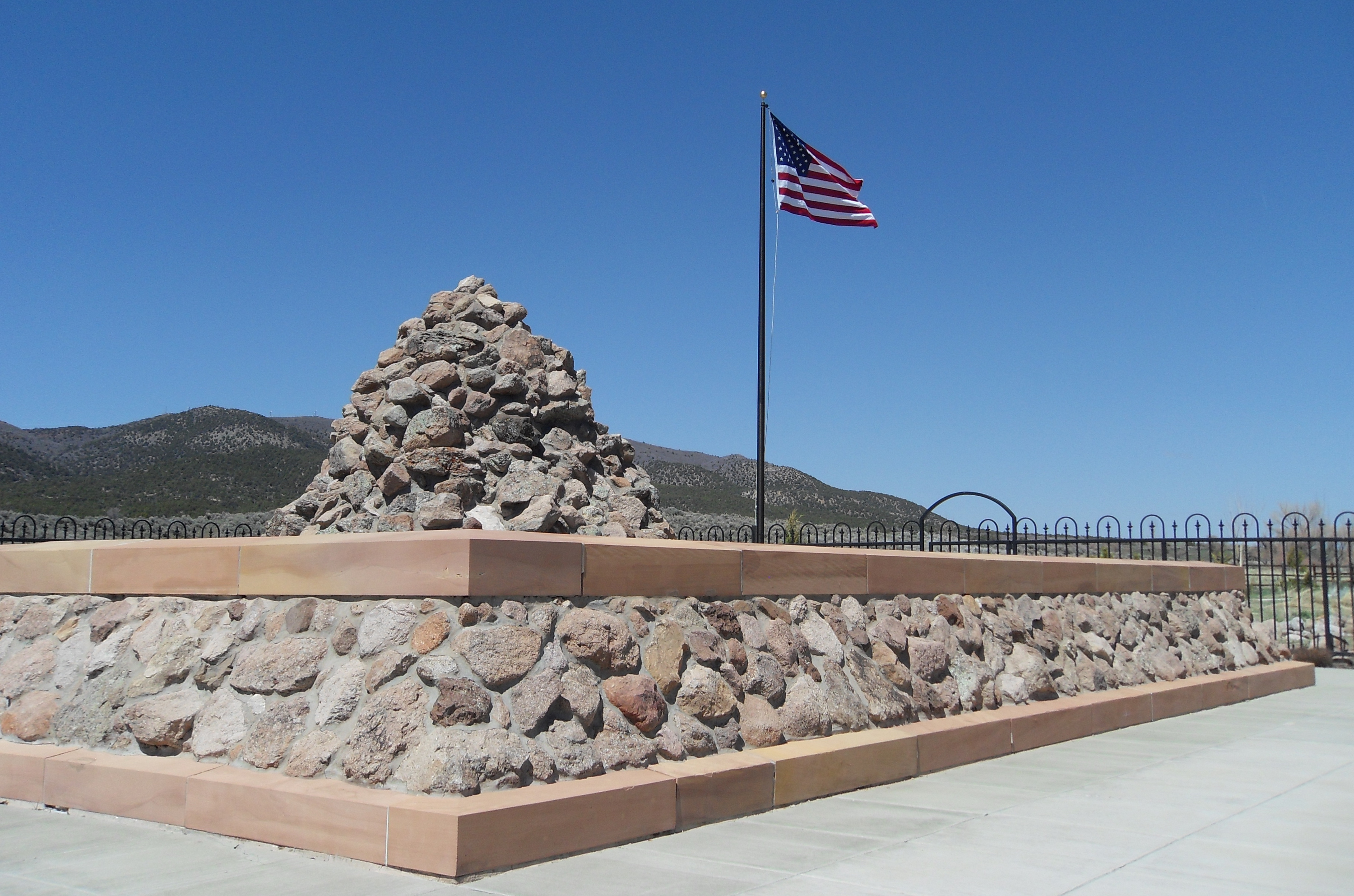
Das Grabdenkmal von 1999

Ab 1988 entwarf die Mountain Meadows Association – die sich sowohl aus Nachkommen der Opfer der Baker-Fancher-Gesellschaft als auch aus mormonischen Teilnehmern zusammensetzte – ein neues Denkmal in Meadows; dieses Denkmal wurde 1990 fertiggestellt und wird von der Utah State Division of Parks and Recreation unterhalten. Im Jahr 1999 ersetzte die Kirche Jesu Christi der Heiligen der Letzten Tage den Steinhaufen der U.S. Army und die Gedenkmauer von 1932 durch ein zweites Denkmal, das heute von ihr unterhalten wird. Als die LDS-Kirche im August 1999 mit dem Bau des Denkmals begonnen hatte, wurden bei Arbeiten mit einem Bagger Überreste von mindestens weiteren 28 Opfern des Massakers entdeckt und ausgegraben. Die forensischen Erkenntnisse bei den Untersuchungen der sterblichen Überreste der Männer ergaben, dass sie mit Schusswaffen aus nächster Nähe erschossen worden waren und dass die Überreste der Frauen und Kinder Anzeichen eines Traumas durch stumpfe Gewalt aufwiesen.

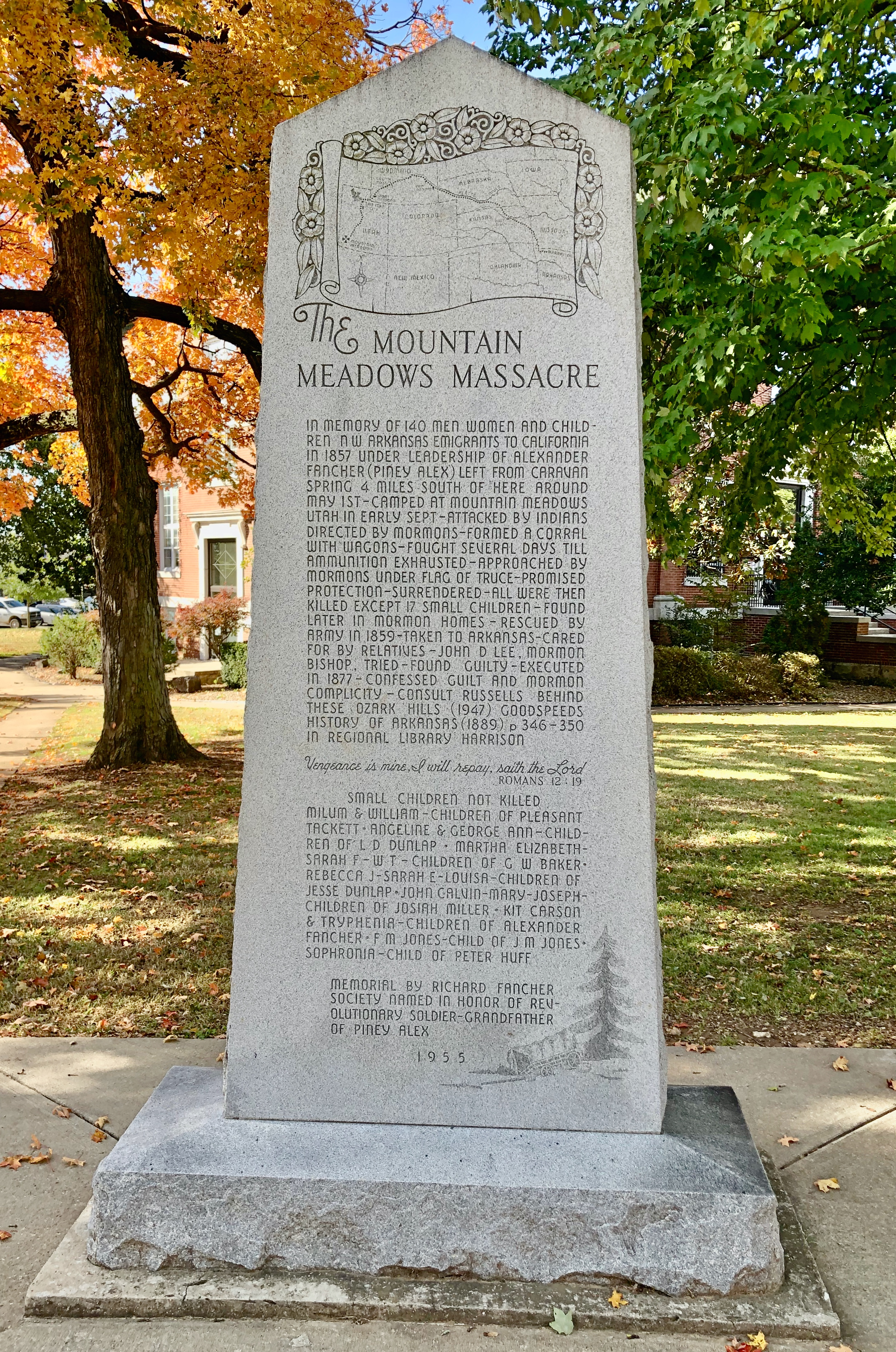
Karte und kurze Zusammenfassung des Mountain-Meadows-Massakers in Utah, bei dem hauptsächlich Familien aus Arkansas ermordet worden waren

1955 wurde zur Erinnerung an die Opfer des Massakers ein Denkmal auf dem Stadtplatz von Harrison (Arkansas) errichtet. Auf der einen Seite dieses Denkmals befindet sich eine Karte und eine kurze Zusammenfassung des Massakers, während die gegenüberliegende Seite eine Liste der Opfer enthält.

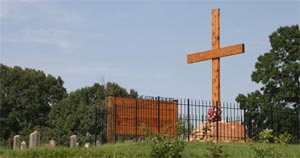
Nachbildung der Carleton-Gedenkstätte von 1859, die 2005 in Carrollton, Arkansas, errichtet wurde

Im Jahr 2005 wurde in Carrollton in Arkansas eine Nachbildung des ursprünglichen Steinhaufens der U.S. Army aus dem Jahr 1859 errichtet; er wird von der Stiftung zur Erinnerung an das Massaker in Mountain Meadows von der Mountain Meadows Monument Foundation (MMMF) unterhalten.
Der 150. Jahrestag des Massakers im Jahr 2007 wurde mit einer Zeremonie in Mountain Meadows begangen, an der etwa 400 Personen teilnahmen, unter anderem viele Nachkommen der bei dem Massaker Ermordeten sowie der Älteste aus dem Kollegium der Zwölf Apostel der LDS-Kirche Henry B. Eyring.
2011 wurde die Stätte nach gemeinsamen Bemühungen von Nachkommen der Ermordeten und der LDS-Kirche als National Historic Landmark ausgewiesen.
Im Jahr 2014 entdeckte der Archäologe Everett Bassett zwei Steinhaufen, die seiner Meinung nach weitere Gräber markieren. Die Standorte der möglichen Gräber befinden sich auf privatem Land und nicht an einer der Grabstätten, die sich im Besitz der LDS-Kirche befinden. Die Mountain Meadows Monument Foundation hat ihren Wunsch zum Ausdruck gebracht, dass die Stätten erhalten bleiben und den Status eines Nationaldenkmals erhalten. Andere Gruppen von Nachfahren waren jedoch zögerlicher, die Stätten als legitime Grabstätten zu akzeptieren.

## Liste aller getöteten und überlebenden Personen des Massakers

### Liste der getöteten Kinder und Jugendlichen unter 18 Jahren
| Vorname         | Nachname | Alter    | Vorname       | Nachname | Alter    |
| --------------- | -------- | -------- | ------------- | -------- | -------- |
| Mary Lovina     | Baker    | 7 Jahre  | America Jane  | Dunlap   | 7 Jahre  |
| Melissa Ann     | Beller   | 14 Jahre | William       | Fancher  | 17 Jahre |
| David W.        | Beller   | 12 Jahre | Mary          | Fancher  | 15 Jahre |
| Henry           | Cameron  | 16 Jahre | Thomas        | Fancher  | 14 Jahre |
| James           | Cameron  | 14 Jahre | Martha        | Fancher  | 10 Jahre |
| Martha          | Cameron  | 11 Jahre | Sarah G.      | Fancher  | 8 Jahre  |
| Larkin          | Cameron  | 8 Jahre  | Margaret A.   | Fancher  | 8 Jahre  |
| Nancy           | Cameron  | 12 Jahre | John          | Huff     | 14 Jahre |
| Nancy M.        | Dunlap   | 16 Jahre | William C.    | Huff     | 13 Jahre |
| James D.        | Dunlap   | 14 Jahre | Mary E.       | Huff     | 11 Jahre |
| Lucinda         | Dunlap   | 12 Jahre | James K.      | Huff     | 8 Jahre  |
| Susannah        | Dunlap   | 12 Jahre | (unbekannt)   | Huff     | 6 Jahre  |
| Margarette      | Dunlap   | 11 Jahre | Sophronia     | Jones    | 4 Jahre  |
| Mary Ann        | Dunlap   | 9 Jahre  | James William | Miller   | 9 Jahre  |
| Thomas Jesse    | Dunlap   | 17 Jahre | John          | Mitchell | (Kind)   |
| John H.         | Dunlap   | 16 Jahre | Matilda       | Tackitt  | 16 Jahre |
| Mary Ann        | Dunlap   | 13 Jahre | James M.      | Tackitt  | 14 Jahre |
| Talitha Emaline | Dunlap   | 11 Jahre | Jones M.      | Tackitt  | 12 Jahre |
| Nancy           | Dunlap   | 9 Jahre  |               |          |          |

### Liste der getöteten Frauen ab 18 Jahren
| Vorname          | Nachname     | Alter    | Vorname        | Nachname       | Alter    |
| ---------------- | ------------ | -------- | -------------- | -------------- | -------- |
| Manerva A. Bella | Baker        | 25 Jahre | Eloah Angeline | Tackitt Jones  | 26 Jahre |
| Martha           | Cameron      | 51 Jahre | Matilda        | Cameron Miller | 26 Jahre |
| Mary Wharton     | Dunlap       | 39 Jahre | Sarah C.       | Baker Mitchell | 21 Jahre |
| Ellender         | Dunlap       | 18 Jahre | Cynthia        | Tackitt        | 49 Jahre |
| Eliza Ingram     | Fancher      | 42 Jahre | Marion         | Tackitt        | 20 Jahre |
| Saleta Ann       | (Brown) Huff | 36 Jahre | Amilda         | Miller Tackitt | 22 Jahre |
| Elisha           | Huff         | ( ? )    |                |                |          |

### Liste der getöteten Männer ab 18 Jahren
| Vorname           | Nachname   | Alter    | Vorname         | Nachname | Alter    |
| ----------------- | ---------- | -------- | --------------- | -------- | -------- |
| William Aden      | Allen      | 51 Jahre | Robert          | Fancher  | 19 Jahre |
| George Washington | Baker      | 57 Jahre | John Milum      | Jones    | 32 Jahre |
| John Twitty       | Baker      | 52 Jahre | Newton          | Jones    | 23 Jahre |
| Abel              | Baker      | 19 Jahre | Lawson A.       | McIntire | 21 Jahre |
| John              | Beach      | 21 Jahre | Josiah (Joseph) | Miller   | 30 Jahre |
| William           | Cameron    | 51 Jahre | Charles R.      | Mitchell | 25 Jahre |
| Tillman           | Cameron    | 21 Jahre | John D.         | Mitchell | 23 Jahre |
| Isom              | Cameron    | 18 Jahre | John            | Prewitt  | 20 Jahre |
| Allen P.          | Deshazo    | 20 Jahre | William         | Prewitt  | 18 Jahre |
| Jesse             | Dunlap Jr. | 39 Jahre | Milum L.        | Rush     | 28 Jahre |
| Lorenzo Law       | Dunlap     | 49 Jahre | Se(a)bron       | Tackitt  | 18 Jahre |
| William M.        | Eaton      | ( ? )    | Pleasant        | Tackitt  | 25 Jahre |
| Silas             | Edwards    | 26 Jahre | Richard         | Wilson   | ( ? )    |
| Alexander         | Fancher    | 45 Jahre | Solomon R.      | Wood     | 20 Jahre |
| James Matthew     | Fancher    | 25 Jahre | William         | Wood     | 26 Jahre |

### Liste der überlebenden Kinder

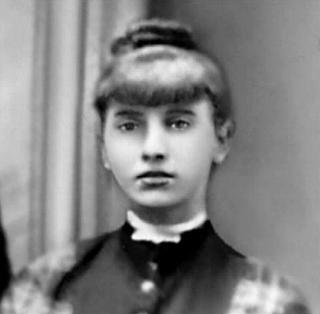
Nancy Sephrona Huff um 1875, eine der Überlebenden des Massakers

| Vorname                  | Nachname | Alter     | Vorname        | Nachname | Alter     |
| ------------------------ | -------- | --------- | -------------- | -------- | --------- |
| Mary Elizabeth           | Baker    | 5 Jahre   | Triphenia D.   | Fancher  | 22 Monate |
| Sarah Frances            | Baker    | 3 Jahre   | Nancy Saphrona | Huff     | 4 Jahre   |
| William Twitty           | Baker    | 9 Monate  | Felix Marion   | Jones    | 18 Monate |
| Georgia Ann              | Dunlap   | 18 Monate | John Calvin    | Miller   | 6 Jahre   |
| Louisa                   | Dunlap   | 4 Jahre   | Joseph         | Miller   | 1 Jahr    |
| Prudence Angeline        | Dunlap   | 5 Jahre   | Mary           | Miller   | 4 Jahre   |
| Rebecca J.               | Dunlap   | 6 Jahre   | Emberson Milum | Tackitt  | 4 Jahre   |
| Sarah E.                 | Dunlap   | 1 Jahr    | William Henry  | Tackitt  | 19 Monate |
| Christopher “Kit” Carson | Fancher  | 5 Jahre   |                |          |           |

## Filmische Rezeption
- Massacre at Mountain Meadows, von Ronald W. Walker (1939–2016), Richard E. Turley und Glen M. Leonard (2008)
- House of Mourning: A Biocultural History of the Mountain Meadows Massacre, von Shannon A. Novak (2008)
- September Dawn Film von Christopher Cain (2007)
- Burying The Past: Legacy of The Mountain Meadows Massacre, Dokumentarfilm von Brian Patrick (2004)
- American Massacre: The Tragedy At Mountain Meadows, September 1857, von Sally Denton (2003)
- Blood of the Prophets: Brigham Young and the Massacre at Mountain Meadows, von Will Bagley (2002)
- The Mountain Meadows Massacre, von Juanita Brooks (1950)
- Red Water, Novelle von Judith Freeman (2002)
- Godless, Netflix-Miniserie, Episode 2
- American Primeval, Netflix-Miniserie (2025)

## Belletristik
Im II. Teil des Kriminalromans Eine Studie in Scharlachrot aus dem Jahr 1887 von Arthur Conan Doyle werden die Mormonen sehr negativ dargestellt, als Sherlock Holmes herausfindet, dass die Mormonen gewalttätig, intolerant und polygam sind. Der Autor entschuldigte sich später bei der HLT-Kirche, als er sagte; „er sei durch damalige Schriften über die Kirche in die Irre geführt worden.“

## Bibliografie
- Richard Abanes: One Nation Under Gods: A History of the Mormon Church. Hrsg.: Basic Books. 2003, ISBN 1-56858-283-8, S. 672 (englisch, mrm.org).
- Bagley, Will und David L. Bigler: Innocent Blood: Essential Narratives of the Mountain Meadows Massacre. Hrsg.: The Arthur H. Clark Company. Norman, Oklahoma 2008, ISBN 978-0-87062-362-2, S. 508 (eingeschränkte Vorschau in der Google-Buchsuche).
- Will Bagley: Blood of the Prophets: Brigham Young and the Massacre at Mountain Meadows. Hrsg.: University of Oklahoma Press. Band 62, Nr. 1, 2002, S. 159–166, JSTOR:43044339 (englisch).
- Hubert Howe Bancroft: The Works of Hubert Howe Bancroft: History of Utah, 1540–1886. Hrsg.: History Company. Band 26, 1889 (englisch, archive.org).
- John Hanson Beadle: Life in Utah, or, The mysteries and crimes of Mormonism : Being an exposé of the secret rites and ceremonies of the Latter-Day Saints, with a full and authentic history of polygamy and the Mormon sect from its origin to the present time. National Publishing, 1870, Chapter VI. The Bloody Period, S. 177–195 (englisch, Textarchiv – Internet Archive).
- Robert H. Briggs: The Mountain Meadows Massacre: An Analytical Narrative Based on Participant Confessions. 2006, Utah Historical Quarterly, Volume 74, Issue 4, S. 313 ff OCLC 367763056
- Juanita Brooks: The Mountain Meadows Massacre. Hrsg.: University of Oklahoma Press. Norman 1962, ISBN 0-8061-2318-4, S. 352 (englisch, eingeschränkte Vorschau in der Google-Buchsuche).
- Los Angelas Star (Hrsg.): Rumored Massacre on the Plains. Band 8, Nr. 21. Los Angeles 3. Oktober 1857 (englisch, unl.edu [abgerufen am 30. Juli 2020]).
- Frank J. Cannon, George L. Knapp: Brigham Young and His Mormon Empire. Fleming H. Revell Co., New York 1913, S. 273–283 (englisch, Textarchiv – Internet Archive).
- James Henry Carleton: Special Report of the Mountain Meadow Massacre 1859. Hrsg.: United States Government Publishing Office. 1902, S. 40 (englisch, archive.org [abgerufen am 30. Juli 2020]).
- Albert Carrington: The Court & the Army. Hrsg.: Deseret News. Band 9, Nr. 5, 6. April 1859, S. 2 (englisch, utah.edu [abgerufen am 30. Juli 2020]).
- J. Ward Christian: Horrible Massacre of Arkansas and Missouri Emigrants (Letter to G.N. Whitman). Hrsg.: Los Angeles Star. Los Angeles 4. Oktober 1857 (englisch, sidneyrigdon.com [abgerufen am 30. Juli 2020]).
- John Cradlebaugh: Charge (Mündlich vorgetragen von Hon. John Cradlebaugh vor der Grand Jury, Provo, Dienstag, 8. März 1859) [Inhalt gehostet in der J. Willard Marriott Bibliothek, Universität von Utah]. Hrsg.: Valley Tan. Band 1, Nr. 20, 15. März 1859, S. 1 (englisch, utah.edu [abgerufen am 30. Juli 2020]).
- John Cradlebaugh: Discharge of the Grand Jury [Inhalt gehostet in der J. Willard Marriott Bibliothek, Universität von Utah]. Hrsg.: Valley Tan. Band 1, Nr. 22, 29. März 1859 (englisch, utah.edu [abgerufen am 30. Juli 2020]).
- John Cradlebaugh: Utah and the Mormons: a Speech on the Admission of Utah as a State. In: 37th United States Congress, 3rd Session. 7. Februar 1863 (englisch, loc.gov [abgerufen am 30. Juli 2020]).
- Robert D. Crockett: A trial lawyer reviews Will Bagleys' Blood of the Prophets. Hrsg.: FARMS Review (= 2). Volume 15 Auflage. 2003, S. 199–254 (englisch, byu.edu [PDF; abgerufen am 30. Juli 2020]).
- Forrest S. Cuch: The History Of Utahs American Indians. Hrsg.: Utah State Division of Indian Affairs, Utah State Division of History, Utah State University Press. Salt Lake City 2003, ISBN 0-913738-49-2, The Paiute Tribe of Utah, The Mountain Meadows Massacre, S. 131–139, JSTOR:j.ctt46nwms (englisch, archive.org [abgerufen am 30. Juli 2020]).
- Sally Denton: American Massacre: The Tragedy at Mountain Meadows, September 1857. Hrsg.: Alfred A. Knopf. New York 2004, ISBN 0-375-72636-5, S. 3006 (englisch, eingeschränkte Vorschau in der Google-Buchsuche).
- Jacob Piatt Dunn: Massacres of the Mountains: A History of the Indian Wars of the Far West. Hrsg.: Harper & Brothers. New York 1886, S. 808 (englisch, archive.org [abgerufen am 30. Juli 2020]).
- Dan Erickson: Joseph Smith’s 1891 Millennial Prophecy: The Quest for Apocalyptic Deliverance. In: University of Illinois Press, Mormon History Association (Hrsg.): Journal of Mormon History. Band 22, Nr. 2, 1996, S. 1–34, JSTOR:23287437 (englisch).
- James Finck: Encyclopedia of Arkansas History & Culture. Hrsg.: Encyclopedia of Arkansas Project. Little Rock, Arkansas 2018 (englisch, encyclopediaofarkansas.net [abgerufen am 29. Juli 2020]).
- Alyssa Fisher: A Sight Which Can Never Be Forgotten. Hrsg.: Archaeological Institute of America. 16. September 2003 (englisch, archaeology.org [abgerufen am 29. Juli 2020] Journal).
- J. Forney: Kirk Anderson Esq. Hrsg.: Valley Tan. 10. Mai 1859 (englisch, utah.edu [abgerufen am 29. Juli 2020]).
- J[acob] Forney: Visit of the Superintendent of Indian Affairs to Southern Utah. Hrsg.: Deseret News (= 10). Volume 9 Auflage. 11. Mai 1859, S. 1 (englisch, utah.edu [abgerufen am 29. Juli 2020]).
- Sarah Barringer Gordon; Jan Shipps: Fatal Convergence in the Kingdom of God: The Mountain Meadows Massacre in American History. Hrsg.: Journal of the Early Republic. 2017, S. 1–41 (englisch, iupui.edu [PDF; abgerufen am 29. Juli 2020]).
- Jedediah M. Grant: Discourse. Hrsg.: Deseret News (= 22). Volume 4 Auflage. 12. März 1854, S. 1–2 (englisch, archive.today [abgerufen am 29. Juli 2020]).
- Jacob Hamblin: Mountain Meadows Massacre Trials (John D. Lee Trials) 1875–1876, Testimony of Jacob Hamblin. In: University of Missouri-Kansas City, School of Law. 1876, abgerufen am 29. Juli 2020 (englisch).
- Dimick B. Huntington: 1857 Mountain Meadows Massacre Journals. LDS Archives 1857 (englisch, mtn-meadows-assoc.com [abgerufen am 29. Juli 2020]).
- Heber C. Kimball: Journal of Discourses. Hrsg.: S. W. Richards. Volume 4 Auflage. 16. August 1857, Limits of Forbearance—Apostates—Economy—Giving Endowments, S. 374–376 (englisch, byu.edu [abgerufen am 29. Juli 2020]).
- Heber C. Kimball: Journal of Discourses Delivered by President Brigham Young, His Two Counsellors, the Twelve Apostles, and Others. Hrsg.: Amasa Lyman. Volume 4 Auflage. Liverpool 28. August 1859, S. 231–237 (englisch, byu.edu [abgerufen am 29. Juli 2020]).
- Philip Klingensmith: Testimony of Philip J Klingensmith in the First trial of John D. Lee. Mountain Meadows Association, 24. Juli 1875, abgerufen am 27. Juli 2020 (englisch).
- John D. Lee: Mormonism Unveiled; or the Life and Confessions of the Late Mormon Bishop, John D. Lee. Hrsg.: Bryan, Brand & Co., St. Louis, Missouri. 1877 (englisch, archive.org [abgerufen am 29. Juli 2020]).
- William Alexander Linn: The Story of the Mormons: From the Date of their Origin to the Year 1901. Hrsg.: Macmillan, New York. 1902 (englisch).
- William P. MacKinnon: Loose in the stacks, a half-century with the Utah War and its legacy (= 1). Volume 40 Auflage. S. 43–81 (englisch, archive.org [PDF; abgerufen am 29. Juli 2020]).
- Laban Morrill: Laban Morrill Testimony—Witness for the Prosecution at Second Trial of John D. Lee September 14 to 20, 1876 (Mountain Meadows Massacre Trials (John D. Lee Trials) 1875–1876). Hrsg.: The Mountain Meadows Association. September 1876 (englisch, archive.org [abgerufen am 30. Juli 2020]).
- Shannon Novak, Lars Rodseth: Remembering Mountain Meadows: Collective violence and manipulation of social boundaries. In: Journal of Anthropological Research. Band 62, Nr. 1. The University of Chicago Press, 2006, ISSN 0091-7710, S. 1–25, doi:10.3998/jar.0521004.0062.101, JSTOR:3630719.
- Charles W. Penrose & James Holt Haslam: Supplement to the lecture on the Mountain Meadows massacre. Important additional testimony recently received. Hrsg.: Printed at Juvenile Instructor Office. Salt Lake City 1885, S. 40 (englisch, archive.org [abgerufen am 30. Juli 2020]).
- Steven Pratt: Eleanor McLean and the Murder of Parley P. Pratt. Hrsg.: BYU Studies (= 2). Volume 15 Auflage. Salt Lake City 1975, S. 1–29 (englisch, byu.edu [PDF; abgerufen am 30. Juli 2020]).
- D. Michael Quinn: The Mormon Hierarchy: Extensions of Power. Hrsg.: Signature Books. Salt Lake City 1997, ISBN 1-56085-060-4 (englisch).
- D. Michael Quinn: LDS ‘Headquarters Culture’ and the Rest of Mormonism: Past and Present. Hrsg.: Dialogue: A Journal of Mormon Thought (= 3–4). Volume 34 Auflage. 2001, S. 135–164 (englisch, dialoguejournal.com [PDF; abgerufen am 30. Juli 2020]).
- Malinda (Cameron) Scott Thurston Deposition & Malinda Thurston, v. United States and Ute Indians. In: mtn-meadows-assoc.com (englisch) Hrsg. Mountain Meadows Association (abgerufen am 30. Juli 2020)
- Gene Sessions: Shining New Light on the Mountain Meadows Massacre (2003 FairMormon Conference). Foundation for Apologetic Information & Research (FAIR), 2003, abgerufen am 30. Juli 2020 (englisch).
- George A. Smith: Deposition, People v. Lee. Hrsg.: Deseret News (= 27). Volume 24 Auflage. Salt Lake city 4. August 1875, S. 1 (englisch, utah.edu [abgerufen am 30. Juli 2020]).
- Mark Twain: Roughing It. Hrsg.: American Publishing. Hartford, Connecticut 1873 (englisch, archive.org [abgerufen am 30. Juli 2020]).
- Catharine Van Valkenburg Waite: The Mormon Prophet and His Harem: Or, an Authentic History of Brigham Young, His Numerous Wives and Children. Hrsg.: J.S. Goodman & Co. Chicago 1868 (englisch, archive.org [abgerufen am 30. Juli 2020]).
- Brigham Young, Heber C. Kimball, Orson Hyde, Parley P. Pratt, William Smith (Latter Day): Proclamation of the Twelve Apostles of The Church of Jesus Christ of Latter-day Saints. The Church of Jesus Christ of Latter-day Saints, 1845 (eingeschränkte Vorschau in der Google-Buchsuche).
- Brigham Young: Deposition, People v. Lee. Hrsg.: Deseret News. 25. Juni 1889 (englisch, utah.edu [abgerufen am 30. Juli 2020]).
- Josiah F. Gibbs: The Mountain Meadows Massacre. Hrsg.: Utah Lighthouse Ministry. 1910 (englisch, utlm.org [abgerufen am 30. Juli 2020]).